# Hebron (Texas)
Hebron es un pueblo ubicado en el condado de Denton en el estado estadounidense de Texas. En el Censo de 2010 tenía una población de 415 habitantes y una densidad poblacional de 123,64 personas por km².

## Geografía
Hebron se encuentra ubicado en las coordenadas 33°2′51″N 96°53′12″O / 33.04750, -96.88667. Según la Oficina del Censo de los Estados Unidos, Hebron tiene una superficie total de 3.36 km², de la cual 3.33 km² corresponden a tierra firme y (0.69%) 0.02 km² es agua.

## Demografía
Según el censo de 2010, había 415 personas residiendo en Hebron. La densidad de población era de 123,64 hab./km². De los 415 habitantes, Hebron estaba compuesto por el 73.98% blancos, el 5.78% eran afroamericanos, el 0.24% eran amerindios, el 12.77% eran asiáticos, el 0% eran isleños del Pacífico, el 7.23% eran de otras razas y el 0% pertenecían a dos o más razas. Del total de la población el 14.94% eran hispanos o latinos de cualquier raza.

## Educación
El Distrito Escolar Independiente de Lewisville gestiona escuelas públicas.